# Heberleinbremse

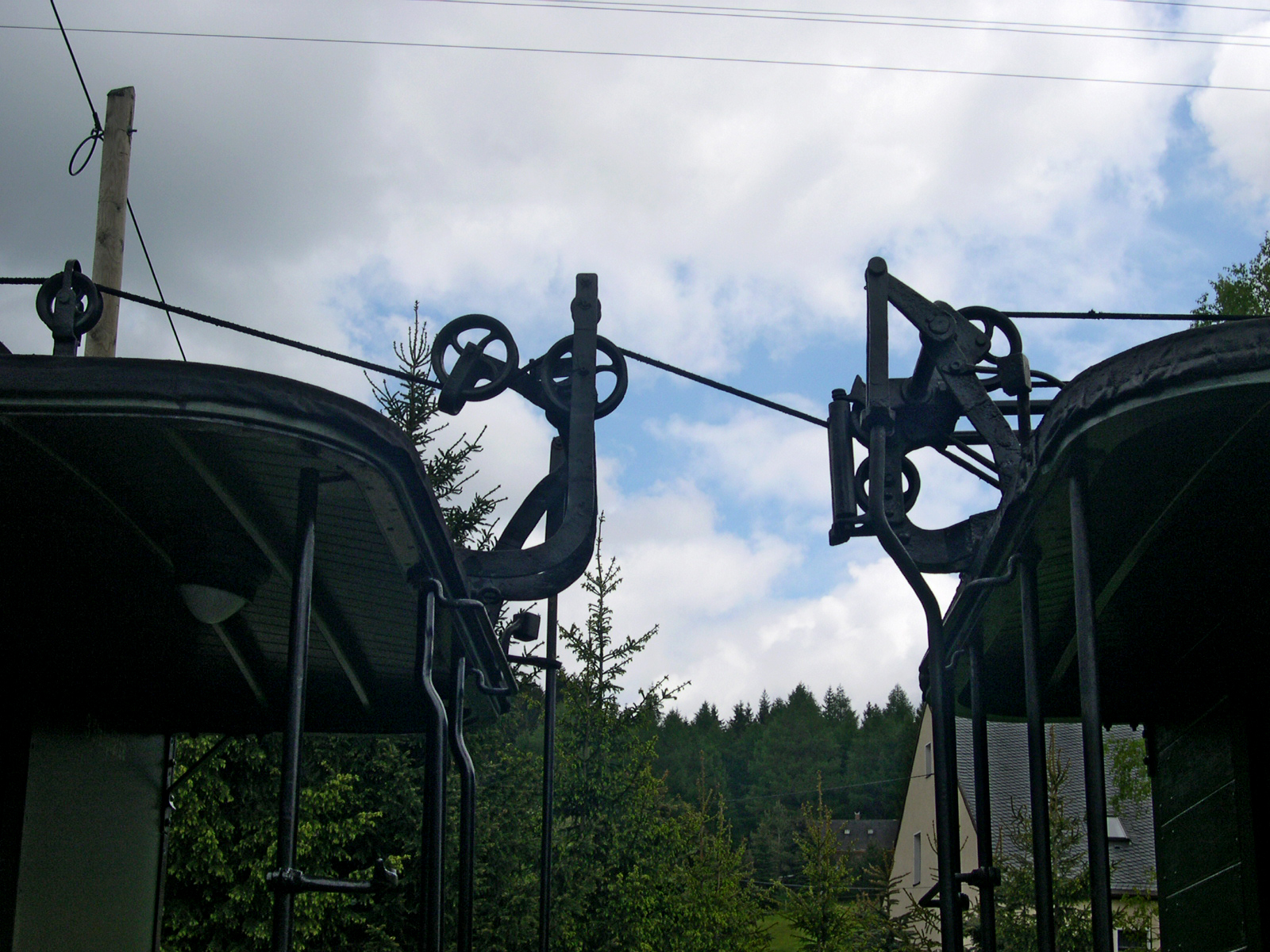
Heberleinbremse mit über die Wagendächer geführtem Bremsseil: links eine Führungsrolle, an den Wagenenden je eine kippbare Rollen-Kombination (S-förmige Seilführung) und je eine senkrechte Zwischenstange zur und zum Betätigen der Bremsen (Preßnitztalbahn)

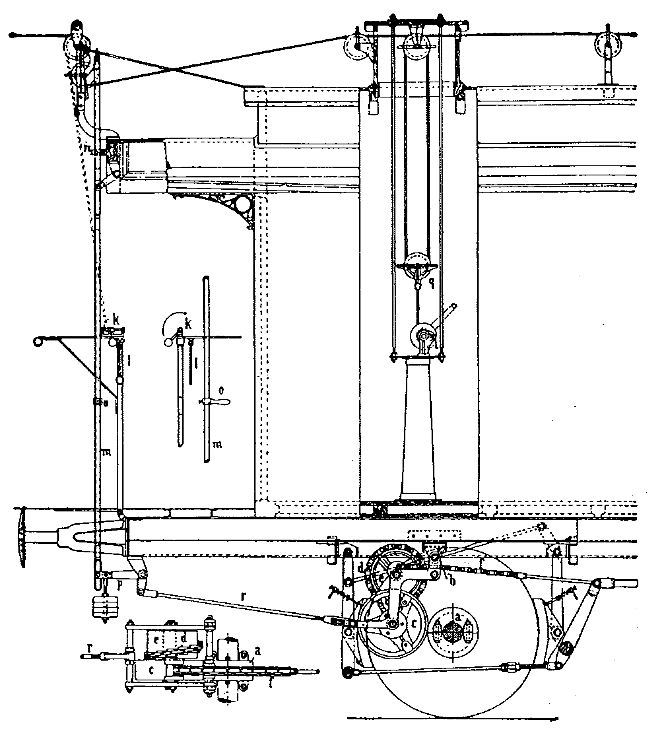
Anordnung der Heberleinbremse links oben das S-förmig gelenkte Seil, Mitte die Seil-Spannvorrichtung, links unten das kleine Gewicht, Mitte unten die Reibkupplung, das Bremsgestänge und die -klötze

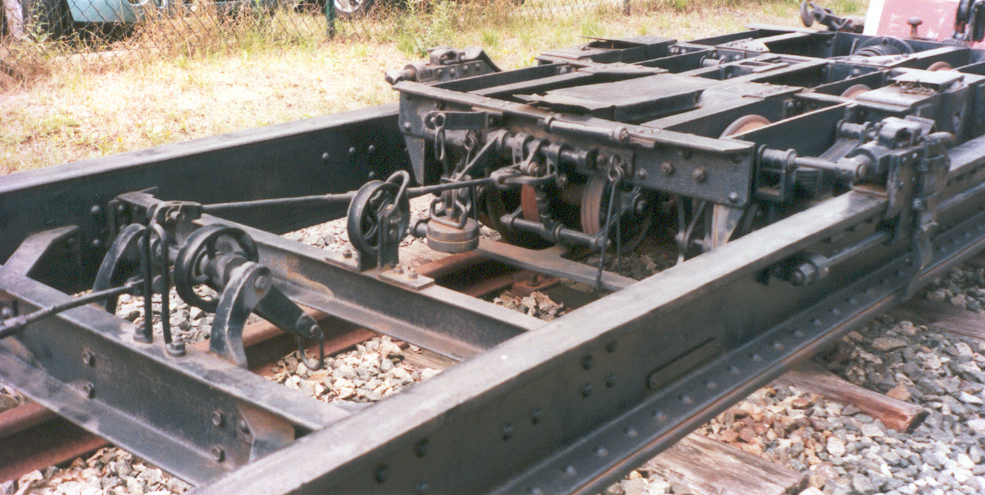
Links im Bild die kippbare Kombination (eine der beiden Rollen fehlt) in einem Wagenrahmen, horizontale Zugstangen zu den Bremsen der beiden Drehgestelle (linkes außerhalb des Bildes), am Drehgestell rechts ein Gewicht zum Andrücken der Reibräder

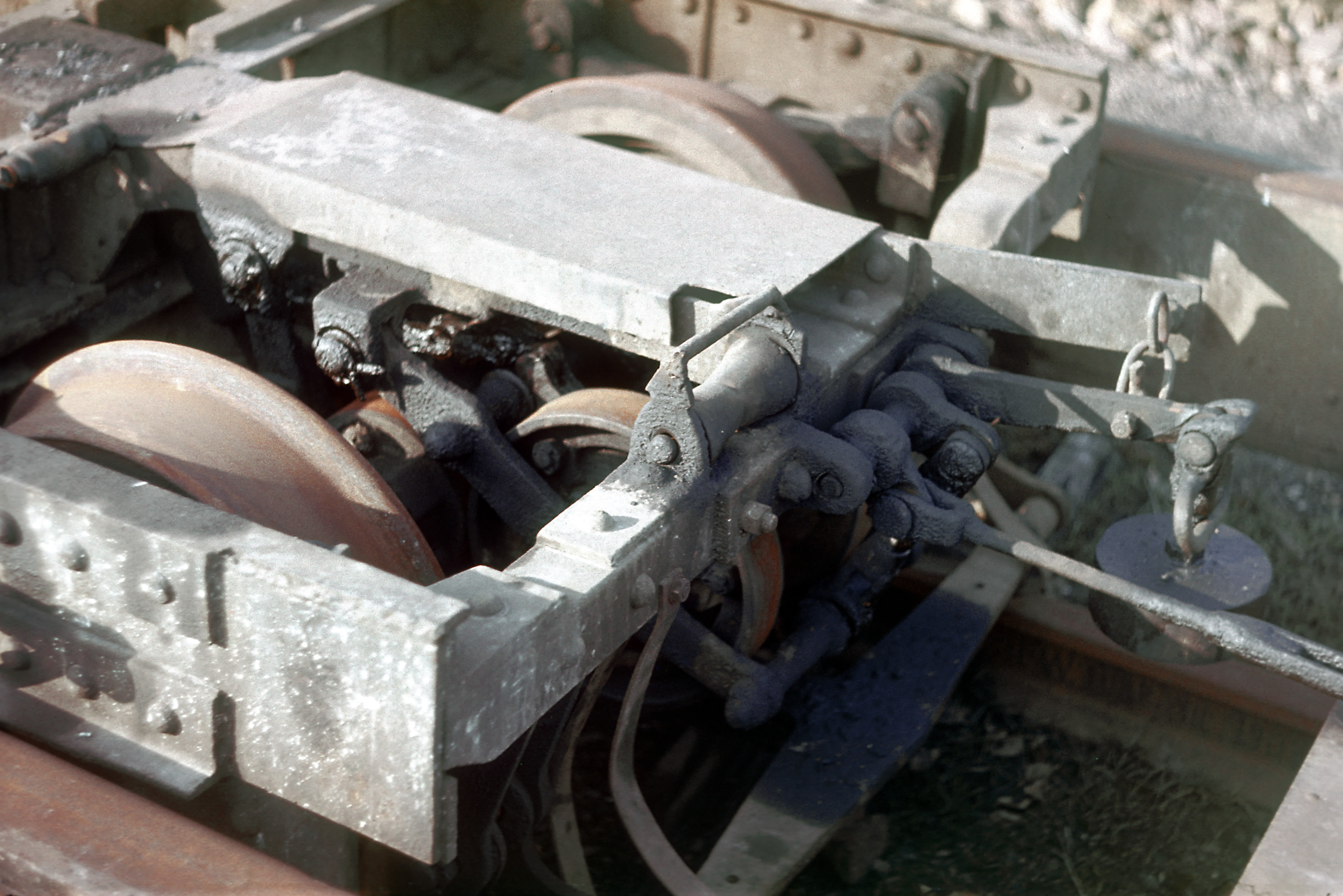
Heberleinbremse am Drehgestell eines Rollwagens, im Drehgestell liegt die Paarung Reibrolle-Reibrad, außen oben eine feste Kombination von drei Hebeln (für Gewicht, Zugstange und Koppel zum Doppel-Schwenkarm mit Reibrädern)

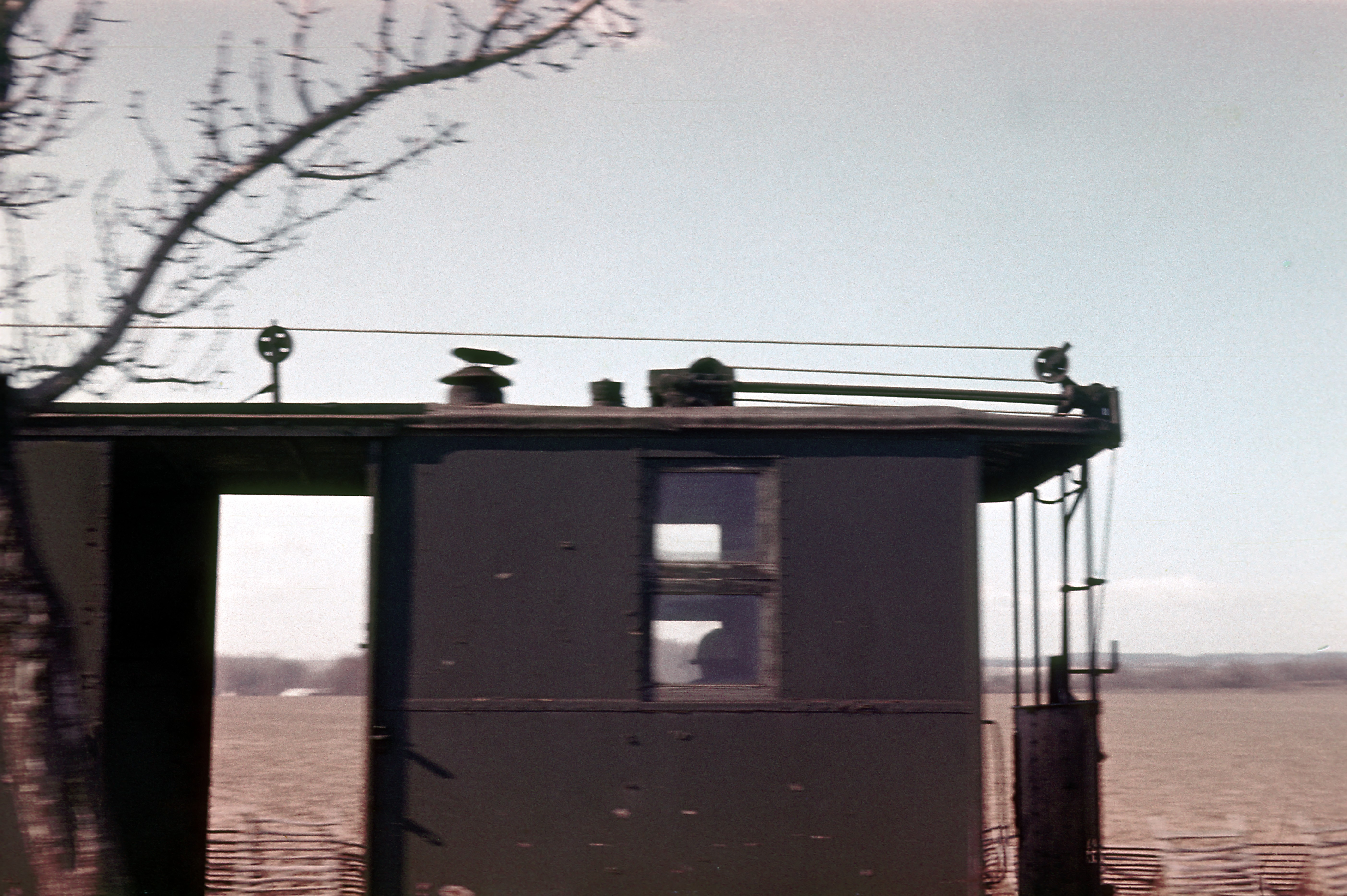
Notbremsschlitten auf dem Dach eines Gepäckwagens. Beim Betätigen der Notbremse wird die Umlenkrolle über dem Fenster entriegelt und vom gespannten Seil nach rechts gezogen. Das Seil entspannt sich und alle Bremsen im Zug legen an.

Bei der bei Eisenbahnwagen verwendeten Heberleinbremse (nach Jacob Heberlein, Patent 1856) wird die auf die Bremsklötze wirkende Kraft von den zu bremsenden Radsätzen über eine schleifende Reibkupplung erzeugt (siehe Servobremse), also der Bewegungsenergie der Fahrzeuge entnommen. Die Heberleinbremse wirkt somit nicht auch als Feststellbremse. Die Reibkupplung besteht aus einer auf der Radsatzwelle befindlichen zylindrischen Reibrolle und einem an diese gedrückten Reibrad. Die das Reibrad tragende Achse liegt parallel zur Radsatzwelle mit der darauf befestigten Rolle. Die Umfangskraft des schleifend mitgenommenen Reibrads zieht an einer Kette, die das Bremsgestänge betätigt. Als Kontaktkraft zwischen Rolle und Rad dient die Gewichtskraft eines Gewichtes, das das Reibrad an die Reibrolle drückt. Die Bremsen aller oder einiger Eisenbahnwagen werden mit Hilfe eines über die Wagen durchgehenden Seils betätigt. Die Bremsen werden gelöst, indem das Seil gespannt, die Gewichte gehoben und damit der Reibschluss unterbrochen wird.  Reißt das Seil, legen sämtliche Bremsen im Zug an, ebenso bei Seilunterbrüchen durch Zugtrennungen.
Das Bremsseil läuft über diverse Stütz- und Umlenkrollen durch alle Wagen. Es verläuft von der Lokomotive bis zum letzten Wagen des Zuges über die Wagendächer, bei Rollwagen durch die Bodenrahmen oder wie beispielsweise bei der Spreewaldbahn unter den Wagenböden. Bei entspanntem Seil sind die Gewichte gesenkt, stellen den Reibschluss her und legen damit die Bremsen an. Gespannt wird das Seil mit einer Winde auf dem Führerstand der Lokomotive oder in einem Wagen. In oder an jedem Wagen befindet sich ein Hebel mit zwei Rollen, zwischen denen das Seil S-Form hat. Beim Straffen wird die S-Form schlanker, wodurch sich der Hebel dreht, über eine Zwischenstange das Gewicht hebt und den Reibschluss trennt.
Bei Änderung der Fahrtrichtung drehen sich das Reibrad und eine Zwischenrad mit dem Ansatzpunkt der Kette zuerst um etwa 120°, bevor bei geänderter Richtung des Reibrad-Drehmomentes die Kette wieder am  Bremsgestänge zieht.
Die Heberleinbremse hat eine größere Verzögerung bis zum Einsetzen der Bremswirkung als beispielsweise Druck- oder Saugluftbremsen. Daher ist bei einem Betriebseinsatz heute auf eine entsprechende Schulung und Erfahrung des Triebfahrzeug- und Zugpersonals zu achten. Die Bremsprobe ist nur in der Bewegung durchführbar.
Typisch für die Heberleinbremse sind die gut sichtbaren Seilführungen auf den Wagen. Zur Erleichterung der Zugbildung gibt es Bremsseile in genormten Längen, die durch ebenso genormte Haken verbunden werden. Diese Verbindungshaken sind so ausgelegt, dass sie über die Führungsrollen laufen können. Problematisch und körperlich schwer ist das Verlegen des Bremsseils über die Dächer und unter den Wagenböden insbesondere bei der Zugbildung und im Rangierdienst. Als Bremsseile wurden ursprünglich Hanfseile verwendet, die in Sachsen etwa in den 1950er Jahren durch weniger nässeempfindliches, synthetisches Material ersetzt wurden.
Die Königlich Bayerischen Staatseisenbahnen setzen die Heberleinbremse zwischen 1872 und 1887 bei allen Schnellzügen ein.
Abgelöst wurde die Heberleinbremse zunächst durch Saugluft-, endgültig dann durch die Druckluftbremse. In der Übergangszeit wurden Triebfahrzeuge mit mehreren Betätigungseinrichtungen und Wagen mit Leitungen für das zweite Bremssystem versehen. Der Lokführer musste bei bremstechnisch gemischten Zügen beide Bremsen bedienen. Genutzt wurde die Heberleinbremse vorwiegend bei Schmalspurbahnen. Ein Anwender mit Regelspur war am Ende des 19. Jahrhunderts die Halberstadt-Blankenburger Eisenbahn insbesondere auf der seinerzeitigen Zahnradstrecke Blankenburg–Tanne.
Die Heberleinbremse ist wegen ihres Funktionsprinzips (durchgehend und in Störfällen selbsttätig wirkend) noch immer eine zugelassene Betriebsbremse bei der Eisenbahn, speziell bei den geringeren Geschwindigkeiten der Schmalspurbahnen.
Bei einigen Schmalspurbahnen in Sachsen können zahlreiche Fahrzeuge mit der Heberleinausrüstung besichtigt werden (Lößnitzgrundbahn, Weißeritztalbahn, Schmalspurbahnmuseum Rittersgrün), bei der Preßnitztalbahn wird regelmäßig mehrmals im Jahr noch Zugbetrieb mit der Heberleinbremse durchgeführt.
Eine im Wirkprinzip zur Heberleinbremse ähnliche ist die kontinuierliche Schraubenradbremse System Schmid, die das ungewollte Lösen der Bremsen beim Zurückrollen verhindert.
Die Görlitzer Gewichtsbremse wird auch wie die Heberleinbremse mit einem durchgehenden Bremsseil betätigt. Bei ihr wird die Bremskraft aber nur von größeren oder an längeren Hebeln wirkenden Gewichten und nicht durch Ausnutzen der Bewegungsenergie der Fahrzeuge aufgebracht.